# Хостел 2
«Хостел 2» (англ. Hostel: Part II) — сиквел триллера «Хостел» режиссёра Элая Рота и 2 часть одноимённой франшизы. Фильм выпущен в США 8 июня 2007 года, в России — 26 июля 2007 года. Сборы фильма составили 17 609 452 долларов.

## Сюжет
Вскоре после событий «Хостела» Пэкстон страдает от ночных кошмаров и живёт в уединении со своей подругой Стефани в США. Они ссорятся, когда Стефани называет Пэкстона невыносимым параноиком, из-за того, что Стефани проговорилась родственнице о его местонахождении. Она просыпается на следующее утро и находит Пэкстона обезглавленным. Коробка, предположительно содержащая отрубленную голову Пэкстона, затем доставляется некоему Саше.
В Риме три американских студентки, Бет, Уитни и Лорна, знакомятся с Аксель, натурщицей, которую они рисуют, и она убеждает их поехать с ней на спа-курорт в Словакию. Они регистрируются в хостеле, где администратор загружает их паспортные данные на веб-сайт аукциона, и американский бизнесмен Тодд делает выигрышные ставки на Уитни и Бет для себя и своего пассивного лучшего друга Стюарта, и они едут в Словакию.
Той же ночью на фестивале урожая Лорна узнаёт, что Бет унаследовала огромное состояние от своей матери. Стюарт и Тодд идут на фестиваль, где Стюарт знакомится с Бет, и они завязывают дружеский, хотя и неудобный, разговор, где Стюарт говорит её имя. Когда она неловко спрашивает его, как он узнал её имя, он ответил, что её друг сказал ему. Странный местный мужчина предлагает Бет потанцевать, она отвергает его предложение, когда он говорит: «Я мог бы помочь вам». В это время Лорна знакомится с местным мужчиной, по имени Роман, который предлагает ей покататься на лодке, несмотря на запреты Бет куда-либо с ним уезжать, пьяная Лорна принимает его предложение. Он отвозит её далеко от фестиваля, где надев ей на голову мешок, похищает её с помощью двух сообщников. Бет и Уитни покидают фестиваль, а Аксель остаётся и ждёт Лорну. Уитни хочет заняться сексом с местным жителем по имени Мирослав, но Бет не хочет оставлять их наедине.
На следующее утро Лорна просыпается подвешенной вниз головой, обнажённой. В комнату входит женщина и ложится голой в ванной под ней. Затем она берет косу, наносит Лорне множество ран, купается в её крови, а затем перерезает ей горло. 
Тем временем Бет, Уитни, Аксель и Мирослав отправляются в местный спа-салон, чтобы расслабиться. Бет дремлет, а проснувшись, обнаруживает пропажу своих вещей. В поисках своих друзей она замечает нескольких мужчин, приближающихся к ней. Опасаясь за свою жизнь, она перелезает через стену. Во время побега она попадает в засаду банды жестоких уличных детей, но Саша и Аксель приезжают и спасают её. После ухода Аксель и Бет, Саша казнит одного из детей.
Находясь в особняке Саши, Бет снова видит мужчин, которые преследовали её раньше, и понимает, что Саша и Аксель стоят за этим. Она пытается спрятаться и обнаруживает комнату, наполненную человеческими головами (включая Пэкстона), прежде чем её хватают и доставляют на фабрику. Будучи уведомлены через пейджер, Тодд и Стюарт едут туда же. Стюарт входит в свою комнату, где Бет привязана к стулу с мешком, закрывающим её голову. В ужасе осмотрев комнату, он снимает мешок с головы Бет и объясняет, что происходит. Он развязывает её и почти решает позволить ей сбежать, но вырубает её и сдерживает, решив выместить свой гнев за властную жену на Бет.
Между тем Тодд пугает Уитни с помощью пилы, но теряет самообладание, когда случайно снимает с неё скальп. В ужасе от того, что он сделал, Тодд пытается уйти, но один из охранников напоминает ему, что он обязан закончить. Тодд отказывается, вынуждая других охранников спустить собак, которые загрызают Тодда насмерть. Члены клуба пытаются найти кого-то другого, чтобы прикончить Уитни, опрашивая других клиентов в их комнатах (в одной из которых старик заживо поедает Мирослава, отрезая от него куски плоти). Они обращаются к Стюарту, и, узнав, что Тодд был убит, он принимает предложение и обезглавливает её.
Когда Стюарт возвращается, Бет соблазняет его освободить её со стула. Стюарт пытается изнасиловать её, но она борется с ним и приковывает его самого к стулу. Она требует код к двери камеры от Стюарта, после чего к ним подоспевают охранники и Бет требует, чтобы Саша пришёл в комнату. Бет предлагает купить её свободу частью наследства, но Саша объясняет, что для того, чтобы уйти, она также должна кого-то убить. Когда Стюарт оскорбляет Бет, она отрезает ему гениталии и бросает их одной из сторожевых собак, оставляя его истекать кровью. По стандартному контракту Бет делают особую татуировку, что делает её членом клуба.
Той же ночью Аксель заманивает в лес банда детей, где она с удивлением находит Бет. После того как Бет обезглавила её секирой, дети начинают играть в футбол отрубленной головой.

## Съёмки
Как и первая часть, этот фильм не снимался в Словакии. Съёмки проводились в пражском борделе «Big Sister», а также в городе Чески-Крумлов.Также съёмки в спа-курорте проводились в Исландии в купальнях «Blue Lagoon».
Роль русского мафиози Саши исполнил Милан Княжко, который известен в Словакии не только как актёр, но и как политик. В частности, в своё время он занимал посты министра иностранных дел и министра культуры, а также баллотировался на пост президента. В фильмографии Княжко есть также роли в советских фильмах.
В небольшой роли каннибала снялся итальянский режиссёр Руджеро Деодато, известный фильмом 1980 года «Ад каннибалов».

## В ролях
| Актёр              | Роль                         |
| ------------------ | ---------------------------- |
| Лорен Джерман      | Бет                          |
| Бижу Филлипс       | Уитни                        |
| Хезер Матараццо    | Лорна                        |
| Роджер Барт        | Стюарт                       |
| Ричард Бёрги       | Тодд                         |
| Вера Йорданова     | Аксель                       |
| Джей Эрнандес      | Пэкстон                      |
| Джордан Лэдд       | Стефани                      |
| Милан Княжко       | Саша                         |
| Эдвидж Фенек       | преподаватель школы искусств |
| Станислав Яневский | Мирослав                     |
| Лилиан Малкина     | гримёрша                     |
| Руджеро Деодато    | итальянец-каннибал           |